# 26 de Enero
26 de Enero är en ort i Mexiko.   Den ligger i kommunen Elota och delstaten Sinaloa, i den centrala delen av landet, 900 km nordväst om huvudstaden Mexico City. 26 de Enero ligger 86 meter över havet och antalet invånare är 227.
Terrängen runt 26 de Enero är platt åt sydväst, men åt nordost är den kuperad. Runt 26 de Enero är det ganska glesbefolkat, med 42 invånare per kvadratkilometer. Närmaste större samhälle är El Carrizo, 15,2 km sydost om 26 de Enero. Omgivningarna runt 26 de Enero är en mosaik av jordbruksmark och naturlig växtlighet.